# 喬治·史德布思
喬治·史德布思（George Stubbs） ARA （1724年8月25日—1806年7月10日）是一位英国画家，以他的马画而闻名。史德布思的作品包括历史画，但或受到他对解剖学的研究和热爱的影响，他最擅長画动物，18世纪后期出现的浪漫主义运动時，他畫了以狮子攻击马为主题的系列画作，成為反映當時早期情況的重要例子。他的另一画作Whistlejacket則存放於伦敦国家美术馆。